# ラベンダー (テレビドラマ)
『ラベンダー』（原題: 薫衣草）とは、台湾三立電視で2001年に製作されたテレビドラマである。全15話。ひたむきに愛を貫こうとする主人公・リャン・イーシュン（梁以薫）と彼女を愛する二人の青年の姿が視聴者に「真の愛とは何か」をストレートに問いかけ、台湾で大激論を巻き起こした。

## 登場人物
- 梁　以薫｜リャン・イーシュン（タミー・チェン）
母子家庭で貧しく育った少女。幼い頃から先天性複雑性心臓病を患い、激しい運動もできず、寿命も短いと告知されているが、明るく生きようとする。高校卒業後、童話（トンファ）牧場に勤め、植物の飼育をする。クラスメイトだった初恋の人チンツァンに思いを寄せ、彼からプレゼントされたラベンダーのボトルと再開の約束を大切にしている。
- リャン・イーツェン（リン・ホンイー）
イーシュンの1つ年上の姉。イーシュンと同じく心臓病を患う。イーシュンが牧場に勤めたのをきっかけに、駅裏の書店でバイトを始め、そこで出会ったシュウチーと付き合う。
- リャン・スージン（シュウ・グイイン）
イーシュン、イーツェン姉妹の母。看護婦として勤め、イーシュンが2歳のときに夫を先天性心臓病で亡くし、以来女手ひとつで娘たちを育てる。生い先短いこどもたちのために、身を削って仕事に励む。

- ジー・チンツァン／Leo（アンブロウズ・シュー）
イーシュンの小学校の同級生。イーシュンが好きで、彼女を守ってあげたりするが、奥手で告白することができないまま5年生のときに両親と共に渡米してしまう。後にLeoとしてアメリカで歌手デビューし、コジト・エンターテイメントに所属する。
- トウ・シュウチー
イーツェンが勤める書店で「一冊王子」と呼ばれる客。イーツェンの彼氏。自称、台湾大学電機科の優秀な学生。
- ワン医師
循環器科医師。スージンに気がある。

- マー・ジンジン（クー・イーロウ）
イーシュンの同僚。やや気が強い。トンに一目惚れ。
- フェイ（ジョー・チェン）
イーシュンの同僚。おしゃれな女性。花の次に化粧が好き。年上のクールな男性が好み。
- トン（王建隆｜スタンレー・ワン）
イーシュンの同僚。童話牧場の一人息子。
- ピーター・シャー（シャ・ジンティン）
Leoの専属マネージャー。元はシアトルの場末のバーの店主だったが、身寄りの無くなったチンツァンを引き取り、歌手にのし上げる。ゲイキャラ。
- 小室敏雄(スティーブン・チョウ)
ポップス界のゴッドファーザー。Leoが作る曲を見る。
- ユー
イーツェンの入院する病院で入院している少女。13歳。身体が小さい。

- メギー（ペニー・リン）

アメリカ育ちの台湾人。幼少時に両親と共に渡米するも、アメリカで両親が離婚。後にサンフランシスコでピーター、Leoと共に生活し、Leoと身を寄せ合う仲となった。かなり自由奔放だが、幼少の頃の複雑な生活環境からの悲しみから逃れるため無邪気にふるまっているらしい。Leoの傍にいるために、コジト・エンターテイメントに所属して台湾芸能界に足を踏み入れる。リオのラベンダーのボトルを割ってしまう。
- ミン
イーシュン、チーツァンの5年4組の同級生。
- ユン
イーシュン、チーツァンの5年4組の同級生。いじめっこ。
- ホイシン
イーシュン、チーツァンの5年4組の同級生。リレーの選手だった。
- スーザン
ピーター付きのLeoの秘書。
- デニス
ピーターが発掘した大型新人。
- チェンプロデューサー
コジト・エンターテイメントの出資予定者。気に入った女性タレントに手をつけることで有名。

## ストーリー
第1話　ラベンダーの約束

第2話　ラベンダーコンサート

第3話　同級生

第4話　20歳の約束

第5話　傷だらけの心

第6話　すれ違う気持ち

第7話　大切な人

第8話　つかの間の幸せ

第9話　うそはつかせない

第10話　心の中の彼

第11話　疑念

第12話　交錯する愛

第13話　最後のバレンタインデー

第14話　純粋な愛

第15話　奇跡を求めて

So-netチャンネルより